# Смуга
Сму́га — річка в Україні, у Володимирецькому районі Рівненської області. Ліва притока Вирки (басейн Дніпра).

## Опис
Довжина річки 11 км, похил річки — 0,82 м/км. Площа басейну 59,5 км².

## Розташування
Бере початок на південно-східній стороні від села Жовкині. Тече переважно на південний схід через Сварині і впадає у річку Вирку, ліву притоку Горині.